# Metalimnobia lanceolata
Metalimnobia lanceolata là một loài ruồi trong họ Limoniidae. Chúng phân bố ở miền Cổ bắc.